# Джон Сімм
Джон Рональд Сімм (нар. 10 липня 1970 року у Лідсі) — англійський актор та музикант. Найбільшу популярність йому принесли дві ролі: Сема Тайлера у детективному серіалі Життя на Марсі та шостого з показаних на екрані втілення Майстра у науково-фантастичному телесеріалі Доктор Хто. Також він знявся у таких серіалах, як Озера, Після роботи, Секс-трафік.

## Біографія
Сімм народився у Йоркширі, але залишив його у віці двох років, коли його сім'я переїхала до Ланкаширу. Старший серед трьох дітей, він виріс у Нельсоні, хоча сім'я ще багато разів переїжджала і жила у різних містах, у тому числі Манчестері, Бернлі і Блекпулі. Його батько, Рональд Сімм, був Манчестерським музикантом. Він же і навчив сина грати на гітарі. У дванадцять років Сімм приєднався до гурту свого батька, у якому виконував гітарні партії протягом п'яти років.
У 1986 році, у віці 16 років, Сімм вступив до Блекпульського коледжу, де три роки грав головну роль у «Хлопцях і Ляльках» і «Західній Історії». Проте він скоро вирішив, що музичний театр не цікавить його, тож він приєднався до любительської драматичної групи. Там він розвивав свої акторські здібності, граючи головні ролі у п'єсах «Брехун Біллі» і «Амадеус». У дев'ятнадятирічному віці Джон Сімм вступив до Лондонського Центру Драми, де вивчав систему Станіславського. Випустився у 1992 році.
У квітні 2004 року Джон Сімм одружився із акторкою Кейт Меґовен. Церемонія весілля відбулася у Діновому лісі. Подружжя має двох дітей: Раяна (нар. 13 серпня 2001) і Моллі (нар. 9 лютого 2007).
Сімм є вболівальником футбольного клубу Манчестер Юнайтед.

## Кар'єра

### Музика
У 1990-их роках Сімм заснував свій власний рок-гурт «Magic Alex», названий так на честь Янні Алексіса Мардаса — звукорежисера ліверпульскої четвірки. Сімм сам писав пісні для свого гурту, а також грав на гітарі. Група взяла участь у двох британських турах іншого гурту — Echo & the Bunnymen. Крім того, Сімм грав на гітарі для запису одного з альбомів цієї групи і іноді виступав з ними на концертах, в тому числі — один раз на легендарному стадіоні Вемблі. Magic Alex випустили єдиний альбом під назвою «Dated and Sexist» перед розпадом у 2005 році.

### Театр
Дебют Джона Сімма на театральній сцені відбувся у 1996 році у п'єсі «Дорога Золотого Яструба». Наступну роль (у п'єсі «Еллінг») він отримав тільки через одинадцять років. Обидва ці твори було поставлено режисером Полом Міллером. У 2009 році Сімм грав в роль у п'єсі «Глосолалія» в Театрі Герцога Йорка. З вересня 2010 року Джон Сімм виконує роль Гамлета в шекспірівській трагедії. Режисером знову виступить Пол Міллер.
У період 17 травня — 9 червня 2012 року в театрі Крусібл ставилася п'єса Гарольда Пінтера «Зрада», у якій Сімм виконав роль Джеррі.

### Телебачення та кіно
Уперше на телеекрані Сімм з'явився у 1992 році в одному з епізодів серіалу «Румпл із Бейлі». У цей період він часто виконував маленькі ролі у серіалах: він зіграв психічно хворого у серіалі «Рахунок», закоханого школярика у «Серцебитті» та наркомана у «Локсміті». Його першою головною роллю стала роль у ситкомі «Men of the World». Потім він зіграв убивцю у фільмі «Chiller».
Дуже важливою в його житті стала роль Білла Пріса в епізоді «Найкращі хлопці» серіалу «Метод Крекера» (1995).
У 1997 і 1999 роках Сімм зіграв Денні Кавана в серіалі «Озера». Тоді ж він виконав головну роль у культовому фільмі Відривайся.
У 2000 році він зіграв у першому епізоді серіалу «Після роботи», написаний Полом Еботом. Вони знову зійшлися на знімальному майданчику серіалу «Велика гра». В обох цих серіалах також знімався Філіп Ґленістер, з яким Сімм виконав головні ролі у серіалі Життя на Марсі.
У 2002 році Джону Сімму випало зіграти немало цікавих ролей. Серед них: роль у фільмі Цілодобові тусівники, роль Розкольникова у постановці роману Злочин і кара, виконану каналом ВВС, роль в епізоді «Історія лицаря» телеадаптації відомого твору Джефрі Чосера Кентерберійські оповіді, а також роль у фільмі Міранда, де разом із ним грали Крістіна Річчі і Джон Херт. 2004 рік позначився для нього роллю в серіалі «Секс-трафік».

Джон Сімм у ролі Сема Тайлера в серіалі Життя на Марсі

Справжню популярність акторові принесла роль Детектива-інспектора Сема Тайлера у фантастичному детективному серіалі Життя на Марсі, який демонструвався на ВВС у 2006 і 2007 роках. У серіалі йдеться про те, що манчестерський поліцейський після аварії перемістився з 2006 року в 1973. І протягом шістнадцяти епізодів, із яких складається серіал, Сем Тайлер намагається з'ясувати, що ж із ним сталося: чи він збожеволів, чи у комі, чи все ж таки перемістився у часі. Серіал виявився таким популярним, що було знято його спін-офф Прах до праху, у якому вже не було Сема Тайлера, проте залишилися інші персонажі: Джин Хант, Рей Карлі і Кріс Скелтон. Також свою версію серіалу зняли в США та Іспанії.

Джон Сімм у ролі Майстра в епізоді Кінець часу

У 2007 році Рассел Девіс обрав Джона Сімма на роль Майстра — найстрашнішого ворога Доктора — у довготривалому науково-фантастичному серіалі Доктор Хто. Він зіграв у трьох останніх епізодах третього сезону серіалу (Утопія, Звук барабанів, Останній Володар Часу). А у 2009 та 2010 роках він виконав цю роль у двочастинному різдвяно—новорічному спецвипуску Кінець часу.
У 2008 році він знявся у чотирисерійному фільмі Повія диявола, а у 2009 —— у фільмі Скелліґ за однойменною повістю Девіда Елмонда. Одну із головних ролей у цьому фільмі виконав Тім Рот.
У 2011 році він почав зніматися у серіалі Скажені пси. Після успішного прийняття аудиторією серіал було продовжено на другий, а потім і на третій сезон. На початку 2013 року вийшов фільм Щодня за його участі. Фільм знімали протягом 5 років.

## Акторський доробок

### Кіно
| Кіно | Кіно                  | Кіно                   |
| Рік  | Фільм                 | Роль                   |
| ---- | --------------------- | ---------------------- |
| 1995 | Boston Kickout        | Філ                    |
| 1998 | Зрозуміти Джейн       | Оз / Party Stonehead 2 |
| 1999 | Відривайся            | Джип                   |
| 1999 | Wonderland            | Едді                   |
| 2002 | Цілодобові тусівники  | Бернард                |
| 2002 | Міранда               | Френк                  |
| 2004 | Десятихвилинний фільм | Нік                    |
| 2005 | Brothers of the Head  | Boatman                |
| 2006 | Devilwood             | Ґебріел                |
| 2008 | Вівторок              | Ковбої — Сильвер       |
| 2009 | Скелліґ               | Дейв                   |
| 2012 | Щодня                 | Єн                     |

### Телебачення
| Телебачення | Телебачення                                                             | Телебачення                |
| Рік         | Серіал                                                                  | Роль                       |
| ----------- | ----------------------------------------------------------------------- | -------------------------- |
| 1992        | Rumpole of the Bailey                                                   | Джобі Джонсон (1 епізод)   |
| 1993        | Oasis                                                                   | Пош Роберт (7 епізодів)    |
| 1993        | Мовчазна стіна                                                          | Річард Френсіс             |
| 1993        | Blind Spot                                                              | Пол Джеффріс               |
| 1993        | Чисто англійське убивство                                               | Пол Джеффріс               |
| 1994        | A Pinch of Snuff                                                        | Клінт Хепельвайт           |
| 1994        | Meat                                                                    | Сесіл                      |
| 1994- 1995  | Men of the World                                                        | Кендл Бейнс (12 епізодів)  |
| 1995        | Chiller                                                                 | Гарі Кінгстон (1 епізод)   |
| 1995        | Cracker                                                                 | Вільям Пріс (2 епізоди)    |
| 1997        | Локсміт                                                                 | Пол                        |
| 1997-1999   | Озера                                                                   | Денні Кавана (14 епізодів) |
| 2000        | Пробач і забудь                                                         | Тео                        |
| 2000        | Ніколи-ніколи                                                           | Джон Парло                 |
| 2000        | Clocking Off                                                            | Стюарт Ліч (1 епізод)      |
| 2001        | Spaced                                                                  | Стівен Едвардс (1 епізод)  |
| 2002        | Чарівна година                                                          | Алекс                      |
| 2002        | Злочин і кара                                                           | Розкольников               |
| 2002        | Білі зуби                                                               | Містер Герой (камео)       |
| 2003        | Велика гра                                                              | Кел МакКафрі (6 episodes)  |
| 2004        | The All Star Comedy Show                                                | Різні ролі                 |
| 2004        | Лондон                                                                  | Фредерік Енгельс           |
| 2004        | Римська імперія: Нерон                                                  | Калігула                   |
| 2004        | Секс-траффік                                                            | Деніел Еппльтон            |
| 2005        | Blue/Orange                                                             | Брюс Флаерті               |
| 2006-2007   | Життя на Марсі                                                          | Сем Тайлер (16 епізодів)   |
| 2007        | The Yellow House                                                        | Вінсент Ван Гог            |
| 2008        | The Devil's Whore                                                       | Едвард Сексбі              |
| 2007-2010   | Доктор Хто — Утопія, Звук барабанів, Останній Володар Часу, Кінець часу | Майстер                    |
| 2010        | Перехід                                                                 | Майк (сезон 2, епізод 4)   |
| з 2011      | Скажені пси                                                             | Бакстер (12 епізодів)      |
| 2011        | Вигнання                                                                | Том Ронстадт (3 епізоди)   |

### Театр
| Театр | Театр                   | Театр  |
| Рік   | П'єса                   | Роль   |
| ----- | ----------------------- | ------ |
| 1996  | Дорога Золотого Яструба |        |
| 2007  | Еллінг                  | Еллінг |
| 2009  | Глосолалія              |        |
| 2010  | Гамлет                  | Гамлет |
| 2012  | Зрада                   | Джеррі |